# Friedrich Pinter
Pour l’article homonyme, voir Pinter.
Friedrich Pinter, dit Fritz Pinter, né le 22 février 1978 à Villach, est un biathlète autrichien, qui a été aussi fondeur.

## Carrière
Après avoir commencé le biathlon au niveau international en 2000, il obtient ses trois podiums en Coupe du monde durant la saison 2007/2008 dont deux à Holmenkollen où il signe son meilleur résultat en carrière, une deuxième place. En 2005, il est médaillé de bronze aux Championnats du monde d'Hochfilzen en relais avec Daniel Mesotitsch, Wolfgang Rottmann et Christoph Sumann.
Il prend part aux Jeux olympiques d'hiver de 2006, où il est 26e de l'individuel et 17e du relais et aux Jeux olympiques d'hiver de 2014, où il est 9e du relais mixte.

## Vie personnelle
Il est le frère du fondeur Jürgen Pinter.

## Palmarès

### Jeux olympiques
| Épreuve / Édition | Turin 2006                       | Sotchi 2014 |
| Sprint            |                                  |             |
| Poursuite         |                                  |             |
| Individuel        | 26e                              |             |
| Mass start        |                                  |             |
| Relais            | 17e                              |             |
| Relais mixte      | Épreuve inexistante à cette date | 9e          |

### Championnats du monde
| Épreuve / Édition         | Individuel | Sprint | Poursuite | Départ en ligne | Relais | Relais mixte |
| Mondiaux 2005 Hochfilzen  | —          | 32e    | 28e       | —               | Bronze | —            |
| Mondiaux 2007 Anterselva  | 59e        | 28e    | 21e       | —               | 6e     | —            |
| Mondiaux 2008 Östersund   | 31e        | 43e    | 30e       | —               | 4e     | —            |
| Mondiaux 2009 Pyeongchang | 50e        | —      | —         | —               | —      | —            |
| Mondiaux 2012 Ruhpolding  |            | —      | —         | —               | —      | 21e          |
| Mondiaux 2013 Nové Město  | 68e        | —      | —         | —               | —      | —            |

Légende :
- — : pas de participation à l'épreuve.

### Coupe du monde
- Meilleur classement général : 16e en 2008.
- 3 podiums individuels : 1 deuxième place et 2 troisièmes places.
- 7 podiums en relais dont 2 victoires.

#### Différents classements en Coupe du monde
| Année     | Classement général final | Sprint | Poursuite | Individuel | Mass start |
| 2002-2003 | 68e                      | 62e    | -         | -          | -          |
| 2003-2004 | 48e                      | 41e    | 48e       | -          | -          |
| 2004-2005 | 55e                      | 63e    | 69e       | 27e        | -          |
| 2005-2006 | 48e                      | 40e    | 59e       | 29e        | -          |
| 2006-2007 | 19e                      | 17e    | 17e       | 14e        | 32e        |
| 2007-2008 | 16e                      | 16e    | 13e       | 5e         | 37e        |
| 2008-2009 | 22e                      | 18e    | 30e       | 47e        | 22e        |
| 2009-2010 | 33e                      | 38e    | 34e       | 23e        | 32e        |
| 2010-2011 | 82e                      | 80e    | 77e       | 67e        | -          |
| 2011-2012 | 73e                      | 69e    | 70e       | -          | -          |
| 2012-2013 | 30e                      | 35e    | 29e       | 29e        | 30e        |
| 2013-2014 | 36e                      | 28e    | 41e       | 34e        | 43e        |